# Сухой секс
Сухой секс — это сексуальная практика проведения полового акта без вагинальной смазки. Вагинальную смазку можно удалить с помощью растительных афродизиаков, бытовых моющих средств, антисептиков, путём протирания влагалища, помещения в него листьев, а также других методов. Сухой секс связан с повышенным риском для здоровья.
Удаление или предотвращение вагинальной смазки с помощью практик, связанных с сухим сексом, увеличивает трение во время полового акта, что может восприниматься как усиление стеснения влагалища и усиление сексуального удовольствия для партнёра-мужчины. Некоторые мужчины, настаивающие на сухом сексе, считают «мокрых» женщин нецеломудренными. Сухой секс может быть болезненным для женщин и мужчин. Он распространён в Африке к югу от Сахары, также о нём сообщали женщины из Суринама.

## Риски для здоровья
Данную практику связывают с повышенной заболеваемостью ВИЧ в Южной Африке. Считается, что она способствует заражению ЗППП обоих партнёров. Увеличение трения во время полового акта может приводить к разрывам тканей влагалища. Вместе со смазкой влагалище лишается и лактобактерий, которые помогают бороться с инфекциями, передающимися половым путём. Также увеличение трения повышает риск повреждения презерватива. В результате трения влагалище может воспалиться, что приведёт к облегчению проникновения в организм ЗППП разными способами.